# Mortes em agosto de 2014
Mortes em 2014: ← Janeiro – Fevereiro – Março – Abril – Maio – Junho – Julho – Agosto – Setembro – Outubro – Novembro – Dezembro →
Esta é uma relação de pessoas notáveis que morreram durante o mês de agosto de 2014, listando nome, nacionalidade, ocupação e ano de nascimento.

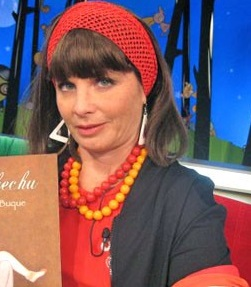
Mariana Briski, atriz e cantora argentina.

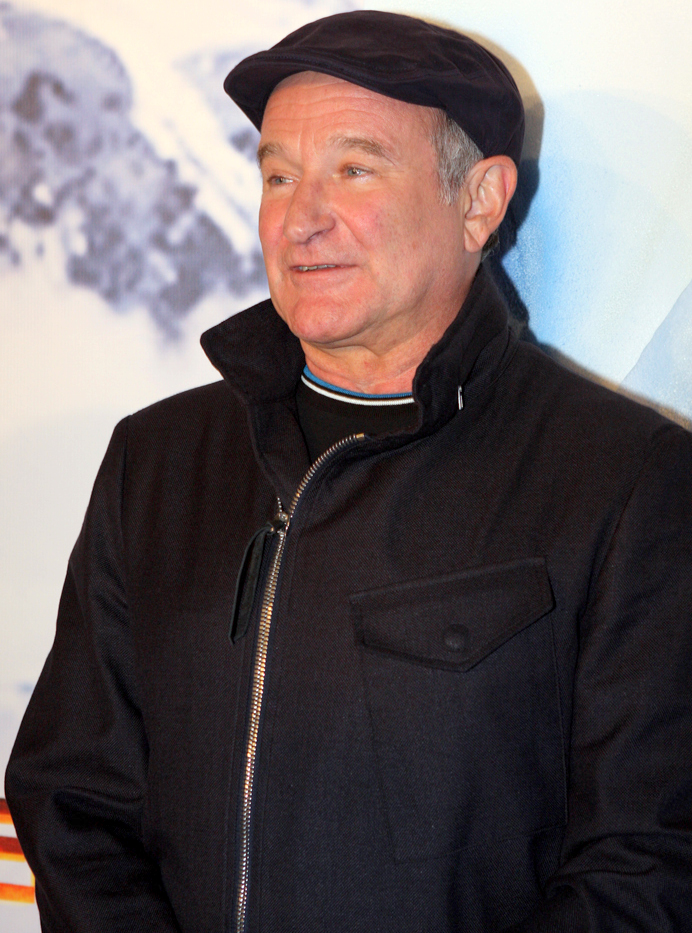
Robin Williams, ator estadunidense.

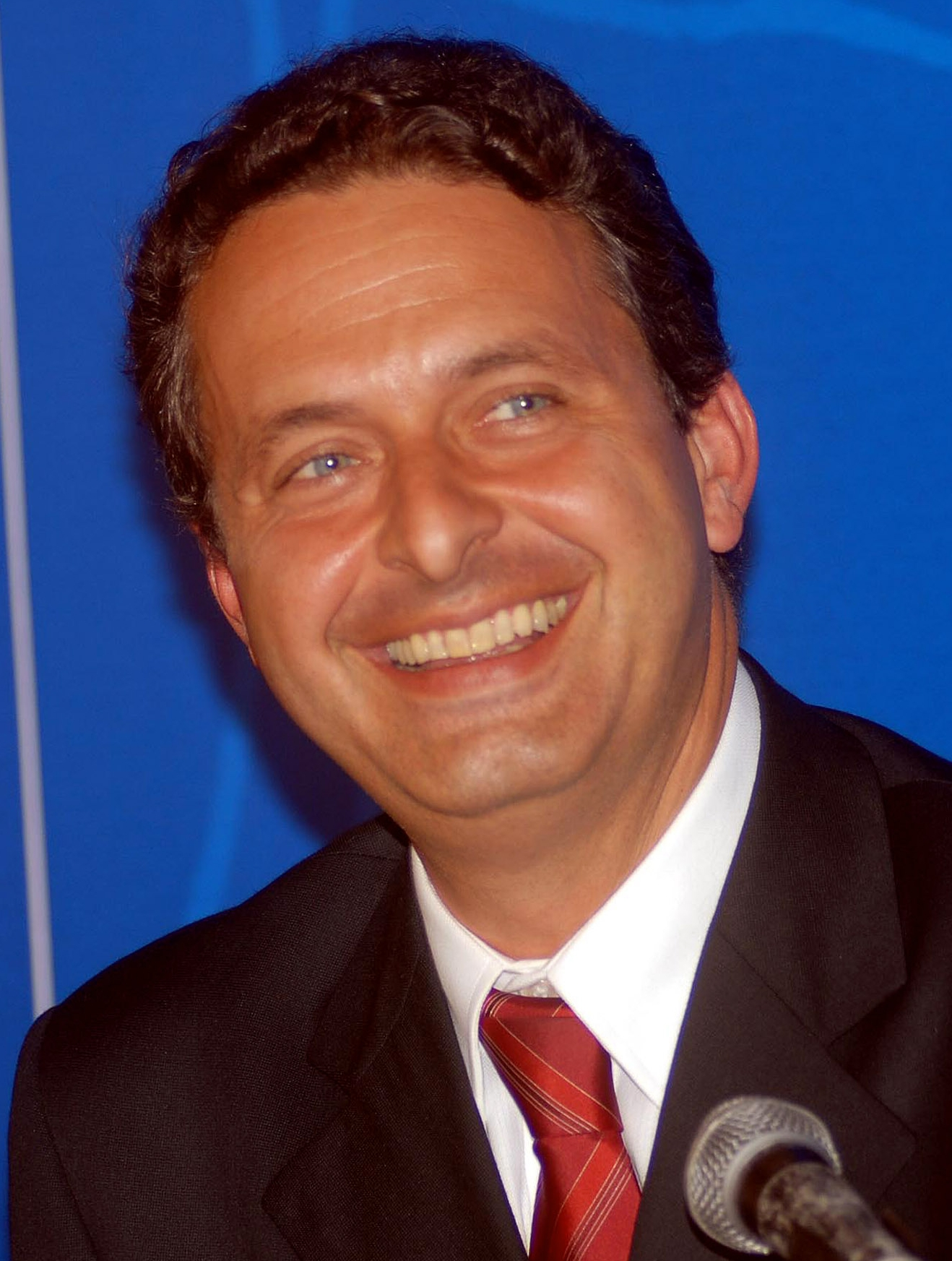
Eduardo Campos, político brasileiro.

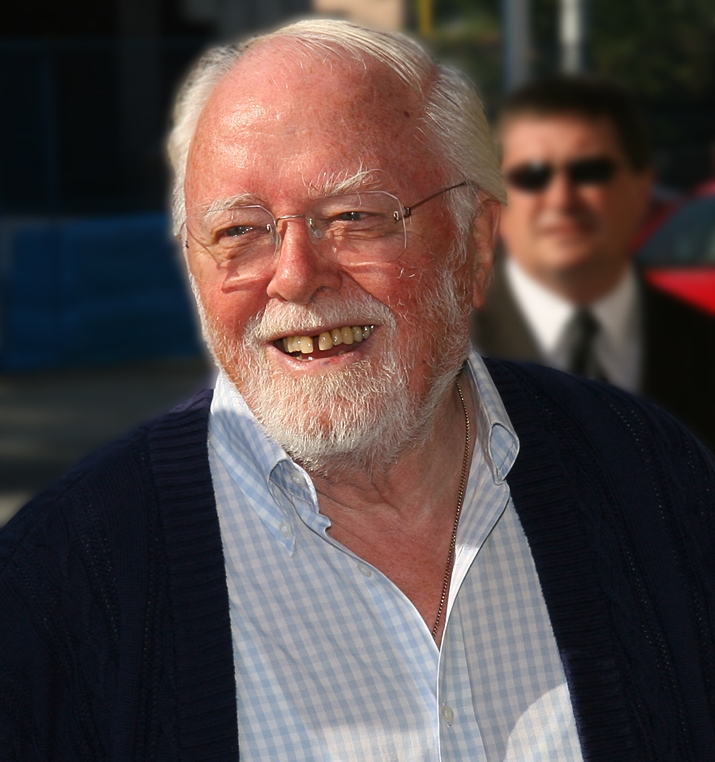
Richard Attenborough, ator e diretor britânico.

| Dia | Nome                      | Profissão ou motivo de reconhecimento | País de nascimento            | Ano de nasc. | Ref           |
| --- | ------------------------- | ------------------------------------- | ----------------------------- | ------------ | ------------- |
| 1   | Valentin Belkevich        | Futebolista e treinador               | União Soviética/ Bielorrússia | 1973         | [ 1 ]         |
| 2   | Luciano Borgognoni        | Ciclista                              | França                        | 1951         |               |
| 3   | Christian Frémont         | Político                              | França                        | 1942         | [ 2 ]         |
| 3   | Benedito Ulhoa Vieira     | Arcebispo                             | Brasil                        | 1920         | [ 3 ]         |
| 5   | Marilyn Burns             | Atriz                                 | Estados Unidos                | 1949         | [ 4 ]         |
| 5   | Angéla Németh             | Lançadora de dardo                    | Hungria                       | 1946         | [ 5 ]         |
| 7   | Menahem Golan             | Produtor cinematográfico              | Israel                        | 1929         | [ 6 ]         |
| 8   | Charles Keating           | Ator                                  | Reino Unido                   | 1941         | [ 7 ]         |
| 9   | Andrey Bal                | Futebolista e treinador               | União Soviética/ Ucrânia      | 1958         | [ 8 ] [ 9 ]   |
| 11  | Vladimir Beara            | Futebolista e treinador               | Iugoslávia/ Croácia           | 1928         | [ 10 ]        |
| 11  | Robin Williams            | Ator                                  | Estados Unidos                | 1951         | [ 11 ] [ 12 ] |
| 11  | Armando Círio             | Arcebispo                             | Brasil                        | 1916         | [ 13 ]        |
| 12  | Lauren Bacall             | Atriz                                 | Estados Unidos                | 1924         | [ 14 ]        |
| 13  | Eduardo Campos            | Ex-governador de Pernambuco           | Brasil                        | 1965         | [ 15 ]        |
| 13  | Pedrinho Valadares        | Ex-deputado federal por Sergipe       | Brasil                        | 1965         | [ 16 ]        |
| 13  | Emídio Rangel             | Jornalista, fundador da rádio TSF     | Portugal                      | 1947         | [ 17 ]        |
| 13  | Nicolau Sevcenko          | Historiador                           | Brasil                        | 1952         | [ 18 ]        |
| 14  | Mariana Briski            | Atriz                                 | Argentina                     | 1965         | [ 19 ]        |
| 14  | Javier Guzmán             | Futebolista                           | México                        | 1945         | [ 20 ]        |
| 14  | Jay Adams                 | Skatista                              | Estados Unidos                | 1961         | [ 21 ]        |
| 15  | Rick Parashar             | Produtor musical                      | Estados Unidos                | 1963         | [ 22 ] [ 23 ] |
| 15  | Timothy Cathcart          | Piloto de rali                        | Irlanda do Norte              | 1994         | [ 24 ]        |
| 16  | Peter Scholl-Latour       | Jornalista                            | França                        | 1924         |               |
| 17  | Christian Cuch            | Ciclista                              | França                        | 1943         |               |
| 17  | Miodrag Pávlovitch        | Poeta                                 | França                        | 1928         |               |
| 18  | Levente Lengyel           | Enxadrista                            | Hungria                       | 1933         | [ 25 ]        |
| 19  | Walter Thirring           | Físico                                | Áustria                       | 1927         | [ 26 ]        |
| 19  | Brian G. Hutton           | Cineasta                              | Estados Unidos                | 1935         | [ 27 ]        |
| 19  | James Foley               | Fotojornalista                        | Estados Unidos                | 1973         | [ 28 ]        |
| 20  | Glauber Coelho            | Político                              | Brasil                        | 1974         | [ 29 ]        |
| 21  | Cybele                    | Cantora, integrante do Quarteto em Cy | Brasil                        | 1940         | [ 30 ]        |
| 21  | Zury Machado              | Colunista social                      | Brasil                        | 1922         |               |
| 22  | Jean-Marie Joubert        | Ciclista                              | França                        | 1932         |               |
| 23  | Albert Ebossé Bodjongo    | Futebolista                           | França                        | 1989         |               |
| 24  | Richard Attenborough      | Ator e diretor                        | Inglaterra                    | 1923         | [ 31 ]        |
| 24  | Leonid Stadnik            | Homem mais alto do mundo              | Ucrânia                       | 1970         | [ 32 ] [ 33 ] |
| 24  | Antônio Ermírio de Moraes | Empresário                            | Brasil                        | 1928         | [ 34 ]        |
| 25  | Deodato Borges            | Quadrinista                           | Brasil                        | 1934         | [ 35 ]        |
| 25  | William Greaves           | Cineasta                              | Estados Unidos                | 1926         |               |
| 26  | Missinho                  | Futebolista                           | Brasil                        | 1973         | [ 36 ]        |
| 27  | Peret                     | Cantor e guitarrista                  | Espanha                       | 1935         | [ 37 ]        |
| 27  | Jacques Friedel           | Físico                                | França                        | 1921         | [ 38 ]        |
| 28  | Glenn Cornick             | Músico                                | Inglaterra                    | 1947         | [ 39 ]        |
| 28  | Dirce Tutu Quadros        | Política                              | Brasil                        | 1943         | [ 40 ]        |
| 29  | Björn Waldegård           | Piloto de ralis                       | Suécia                        | 1943         | [ 41 ]        |
| 30  | Victoria Santa Cruz       | Poeta, coreógrafa e folclorista       | Peru                          | 1922         | [ 42 ]        |
| 30  | Andrew V. McLaglen        | Cineasta                              | Reino Unido                   | 1920         | [ 43 ]        |
| 31  | Jimi Jamison              | Cantor e compositor                   | Estados Unidos                | 1951         | [ 44 ]        |
| 31  | Jonathan Williams         | Automobilista                         | Egito/ Inglaterra             | 1942         | [ 45 ]        |